# 미타카 케이코
미타카 게이코(일본어: 三鷹 恵子 みたか けいこ[*])는 전 다카라즈카 가극단 유키구미 부조장이다. 히로시마현 출신이다. 다카라즈카 재단 시절의 애칭은 "에무코", "바케라"이다.

## 약력
1941년, 다카라즈카 음악무용학교 (현 다카라즈카 음악학교)에 입학하여, 1946년에 31기생으로서 다카라즈카 가극단의 초무대를 밟았다.
1965년?부터 1975년 5월 19일까지 유키구미의 부조장을 맡았다.
1986년, 다카라즈카 가극단을 퇴단하였다.

## 가극단 재단 시기의 주요 무대
| 기간 (월) | 제목                                | 공연장            | 배역            | 비고        |
| --------- | ----------------------------------- | ----------------- | --------------- | ----------- |
| 1950년    |                                     |                   |                 |             |
| 8         | 아라비안 나이트                     |                   | 춤추는 여자     |             |
| 1952년    |                                     |                   |                 |             |
| 3         | 사루토비 사스케                     |                   | 오타고(於多胡)  |             |
| 10        | 자바의 무희                         |                   | 티틴            |             |
| 1953년    |                                     |                   |                 |             |
| 7         | 히메유리 탑                         |                   | 치넨 하루코     |             |
| 1955년    |                                     |                   |                 |             |
| 3 - 4     | 제 1회 하와이 공연                  |                   |                 |             |
| 10        | 이즈모의 오쿠니(出雲の阿国)         |                   | 미야지(宮路)    |             |
| 1959년    |                                     |                   |                 |             |
| 4         | 러블리 로맨스                       |                   | 혼혈딸 쿠엔틴   |             |
| 8         | 궁장월 (弓帳月)                     |                   | 잔강(簓江)      |             |
| 1961년    |                                     |                   |                 |             |
| 2         | 잔설(残雪)                          |                   | 치요            |             |
| 2         | 화려한 천박자                       | 봉고의 무희 솔로  |                 |             |
| 6         | 아름답게 꽃처럼                     |                   | 매너            |             |
| 1964년    |                                     |                   |                 |             |
| 10        | 사사 시로의 피리                    |                   | 관음님          |             |
| 10        | 앙코르 와트                         | 시녀 루데이타     |                 |             |
| 12        | 브로드웨이 템페스트                 |                   | 실비아          |             |
| 1965년    |                                     |                   |                 |             |
| 11        | 사도의 낮얼굴                       | 도쿄              | 오나츠          |             |
| 1967년    |                                     |                   |                 |             |
| 4 - 5     | 오테모양                            |                   | 오유(お遊)      |             |
| 9         | 꽃의 네덜란드 언덕                  |                   | 환상의 덩굴     |             |
| 1969년    |                                     |                   |                 |             |
| 5 - 7     | 회전목마                            |                   | 아미니          |             |
| 10        | 노토의 연가                         |                   | 난나의 오바바   | 노력상 수상 |
| 10        | 러브 퍼레이드                       | 줄리아            |                 |             |
| 1970년    |                                     |                   |                 |             |
| 3 - 4     | 시키노오도리 에마키(四季の踊り絵巻) |                   | 죠로            |             |
| 3 - 4     | 다카라즈카 EXPO'70 제 1부           |                   |                 |             |
| 1972년    |                                     |                   |                 |             |
| 3 - 4     | 카구라                              |                   | 자시(坐子)      |             |
| 10        | 낙엽 조사                           |                   | 오토키          |             |
| 1973년    |                                     |                   |                 |             |
| 11        | 타케쿠라베                          |                   | 오쇼의 처 마키  |             |
| 1975년    |                                     |                   |                 |             |
| 8 - 9     | 베르사이유의 장미 Ⅱ                 |                   | 폴리냑 백작부인 |             |
| 1978년    |                                     |                   |                 |             |
| 6 - 7     | 마리우스                            | 다카라즈카 바우홀 | 오노리느        |             |
| 9 - 10    | 생명 남은 한                        | 다카라즈카 바우홀 | 마츠시마 미치   |             |
| 1979년    |                                     |                   |                 |             |
| 11        | 발렌시아의 뜨거운 꽃                | 도쿄              | 셀레스티나 부인 |             |
| 1980년    |                                     |                   |                 |             |
| 2 - 3     | 떠난 그대를 위해                    |                   | 에스메랄다      |             |
| 1981년    |                                     |                   |                 |             |
| 6 - 8     | 백조의 길을 넘어                    |                   | 마르게리타      |             |
| 1982년    |                                     |                   |                 |             |
| 3 - 4     | 에이엔 모노가타리                   | 다카라즈카 바우홀 | 요네            |             |
| 1983년    |                                     |                   |                 |             |
| 5 - 6     | 덧없는 사랑                         |                   | 엘리자베트      |             |
| 1984년    |                                     |                   |                 |             |
| 3 - 4     | 꽃 공양                             | 다카라즈카 바우홀 | 중궁 마사코     |             |
| 1985년    |                                     |                   |                 |             |
| 6 - 8     | 사랑의 칼레도스코프 제3화           |                   | 마리아 테레지아 |             |
| 1986년    |                                     |                   |                 |             |
| 5 - 6     | 백화부채                            |                   | 교토의 게이샤   |             |

## 영화
- 遠山金さん捕物控 影に居た男 (1956년, 토호) - 아내 오콘(妻おこん) 役
- 美貌の都 (1957년, 토호) - 여필서(女秘書) 役
- ますらを派出夫会 男なりゃこそ (1957년, 토호) - 키시 에이코 친구 B(岸英子友人B) 役

## TV드라마
- 카자미도리(風見鶏) (1977년, NHK)

## 참고 문헌
- 『가극(歌劇)』 1986년 8월호 p.132-133 (다카라즈카 가극단)